# National Reform Council
Der National Reform Council (NRC; zu Deutsch etwa Nationaler Reformierungsrat) war nach einem Coup d’état am 24. März 1967 bis 18. April 1968 die De-facto-Regierung von Sierra Leone. Sie stand unter Führung des Militärs.

## Geschehnisse
Nachdem Siaka Probyn Stevens als Premierminister am 21. März 1967 durch das Militär abgesetzt wurde, übernahm David Lansana als Anführer der Militärjunta für drei Tage die Macht. Er wurde wiederum von Ambrose Patrick Genda des NRC gestürzt, einem ebenfalls bedeutenden Militär. Auch Genda konnte sich nur drei Tage halten und musste die Macht an Oberstleutnant Andrew Terence Juxon-Smith abgeben.
Der NRC wurde im April 1968 vom National Interim Council des Anti-corruption Revolutionary Movement unter Führung des Soldaten Patrick Conteh abgelöst.